# Universidad Nacional Experimental Francisco de Miranda
La Universidad Nacional Experimental Francisco de Miranda (UNEFM) es una institución pública venezolana de educación superior, con sede en el estado Falcón y fundada en julio de 1977. Hoy día es una de las universidades más reconocidas y prestigiosas del país. Cuenta con un periódico, una emisora de radio (Unefm 104.1 FM) y un canal de televisión de señal abierta (TV Unefm).
De las aulas de la UNEFM han egresado (hasta 2005) 7510 profesionales. Además, la UNEFM tiene un convenio con la empresa estatal PDVSA a través del cual le brinda la oportunidad a sus egresados de iniciar su experiencia laboral en las instalaciones de las refinerías de Amuay y Cardón.
La universidad debe su nombre a Francisco de Miranda, una de las principales figuras de la lucha independentista venezolana.